# Carl Lauterbach

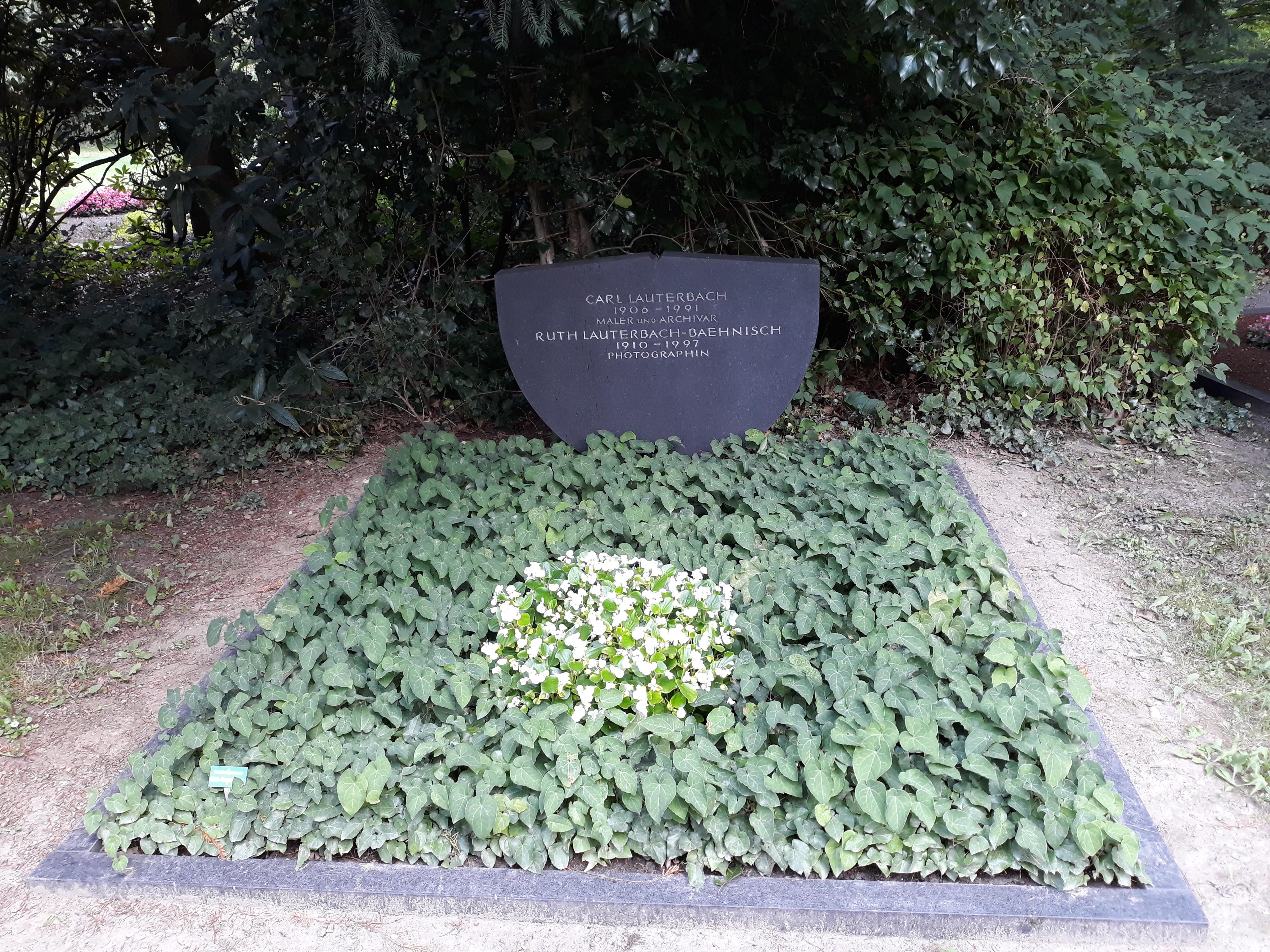
Das Grab von Carl Lauterbach und seiner Ehefrau, der Photographin Ruth Baehnisch-Lauterbach, auf dem Südfriedhof (Düsseldorf)

Carl Lauterbach (* 21. November 1906 in Burscheid; † 27. Juni 1991 in Düsseldorf) war ein deutscher Maler und Kunstsammler.

## Leben
Er war Mitglied der Gruppen Das Junge Rheinland und Assoziation revolutionärer bildender Künstler. Im Kampf gegen die sogenannte „Entartete Kunst“ beschlagnahmten die Nationalsozialisten im Düsseldorfer Kunstmuseum 12 sozialkritische Arbeiten von ihm; einige wurden am 11. April 1933 im Zuge einer Bücherverbrennung öffentlich verbrannt, also schon einen Monat vor der gleichnamigen reichsweiten Aktion.
Nach einem Text des Düsseldorfer Stadtmuseums vom Februar 2012 war Lauterbach jedoch kein Widerständler. Dort heißt es: „Entgegen seiner späteren Selbstdarstellung als Oppositioneller und Künstler des Widerstands hat Lauterbach nach eigener Aussage zwischen 1933 und 1943 an rund 40 Ausstellungen in Deutschland und den von Deutschland besetzten Gebieten mitgewirkt, darunter an der von der Wehrmacht organisierten Kunstausstellung für Deutsche Soldaten in Paris […] Lauterbach hatte weder Berufsverbot noch galten seine Bilder als ‚entartet‘. Seit 1934 war er Mitglied in der Reichskammer der bildenden Künste“. 1937 etwa nahm Lauterbach mit dem Gemälde Straße im Regen an der Großen Kunstausstellung Düsseldorf teil, die innerhalb der Reichsausstellung Schaffendes Volk von der Gesellschaft zur Förderung der Düsseldorfer bildenden Kunst organisiert worden war. Adolf Hitler sah bei seinem fünfstündigen Rundgang am 2. Oktober auf der Reichsausstellung in der Kunstausstellung auch Lauterbachs Bild. Kurz darauf musste das Gemälde, das von der NSDAP-Parteizeitung Rheinischen Landeszeitung/Volksparole bereits nach Ausstellungseröffnung als „peinlich an George Groszsche Vorbilder erinnernd“ kritisiert worden war, abgehängt werden.
Ruth Lauterbach gründete 1995 die Carl und Ruth Lauterbach-Stiftung. Unter anderem verleiht diese seit 2021 alle vier Jahre den mit 10.000 Euro dotierten Lauterbach-Preis für soziale Kunst an Künstler mit Bezug zu Nordrhein-Westfalen. Erste Preisträgerin wurde Danica Dakić.

## Ehrungen
1972 wurde er mit dem Verdienstkreuz am Bande der Bundesrepublik Deutschland ausgezeichnet. Seit 1992 ist eine Straße in Burscheid nach Carl Lauterbach benannt. Die Stadt veranstaltete anlässlich seines einhundertsten Geburtstags im November 2006 eine Ausstellung mit seinen Werken.